# Distrito de Santa Lucía (Lucanas)
El Distrito de Santa Lucía es uno de los veintiún distritos que conforman la Provincia de Lucanas, ubicada en el Departamento de Ayacucho, (Perú).

## Historia
El distrito fue creado en los primeros años de la República. Su capital es el centro poblado de Santa Lucía.

## División administrativa

### Centros poblados
- Santa Lucía (urbano)
- Huanca (rural)
- Uchuytambo,
- Caja.

### Anexos
Uchuytambo, 
Caja,
Huanca

### Caseríos
Asto, Chilca, Llaccua

## Autoridades

### Municipales
- 2019 - 2022[2]
  - Alcalde: Godofredo Roger Barrientos Guevara, del Movimiento Independiente Innovación Regional.
  - Regidores:

  1. Sergio Wiler Canchos Infanzón (Movimiento Independiente Innovación Regional)
  2. Margarita María Cantoral Simon (Movimiento Independiente Innovación Regional)
  3. Miguel Ángel Huayta Yarihuamán (Movimiento Independiente Innovación Regional)
  4. Antonio Yllanes Astoyauri (Movimiento Independiente Innovación Regional)
  5. Silvio Teófilo Escalante Rojas (Qatun Tarpuy)

Alcaldes anteriores
- 2011 - 2015: Fausto Crispin, Cardenas Cantoral.

## Festividades
Fiestas Patronales de Santa Lucía.- 20 de octubre.
Fiestas Patronales de Uchuytambo.- agosto.
Fiestas Patronales de Caja.-